# Соломенное (Охримовский сельсовет, Волчанский район)
Соломенное (укр.  Солом'яне), село,
Охримовский сельский совет,
Волчанский район,
Харьковская область.
Село ликвидировано в 1991 году.

## Географическое положение
Село Соломенное находится на левом берегу реки Плотва, выше по течению на расстоянии в 1 км расположено село Соломенное (Ивановский сельский совет) (нежилое), ниже по течению на расстоянии в 1 км на противоположном берегу — село Неждановка.

## История
- 1991 — село снято с учета в связи с переселением жителей.[1]